# Procesamiento del lenguaje
El proceso del lenguaje se refiere a la manera en la que los seres vivos utilizan símbolos para comunicar ideas y sentimientos, y cómo el cerebro procesa e interpreta dicha comunicación.
La mayoría de las teorías consideran que este proceso es llevado a cabo completamente por el cerebro. El lenguaje se considera una de las habilidades más características de los seres humanos, posiblemente la más importante.
Los estudios más recientes han demostrado que la mayoría de las funciones del procesamiento de lenguaje se llevan a cabo en la corteza cerebral. La función esencial de las áreas corticales dedicadas al lenguaje es la representación de símbolos. A pesar de que existen diferentes formas de lenguaje, todas ellas se basan en la representación de símbolos.

## Bases neurológicas del lenguaje
La gran mayoría de los procesos que permiten el lenguaje se llevan a cabo en diferentes áreas de asociación. Existen dos áreas bien identificadas, vitales para la comunicación humana: el área de Wernicke y el área de Broca. Estas áreas están localizadas en el hemisferio dominante (el izquierdo, en el 97% de las personas) y se consideran las más importantes en cuanto a procesamiento de lenguaje. Esta es la razón por la cual el lenguaje se define como una función lateralizada.
Sin embargo, el hemisferio no dominante también participa en el lenguaje, aunque existen cuestionamientos acerca del nivel de participación de las áreas localizadas en dicho hemisferio.
Otros factores que se cree son relevantes para el procesamiento de lenguaje y la fluidez verbal son: el grosor de la corteza cerebral, la participación de las áreas prefrontales de la corteza y la comunicación entre los hemisferios izquierdo y derecho.[cita requerida]

## Área de Wernicke

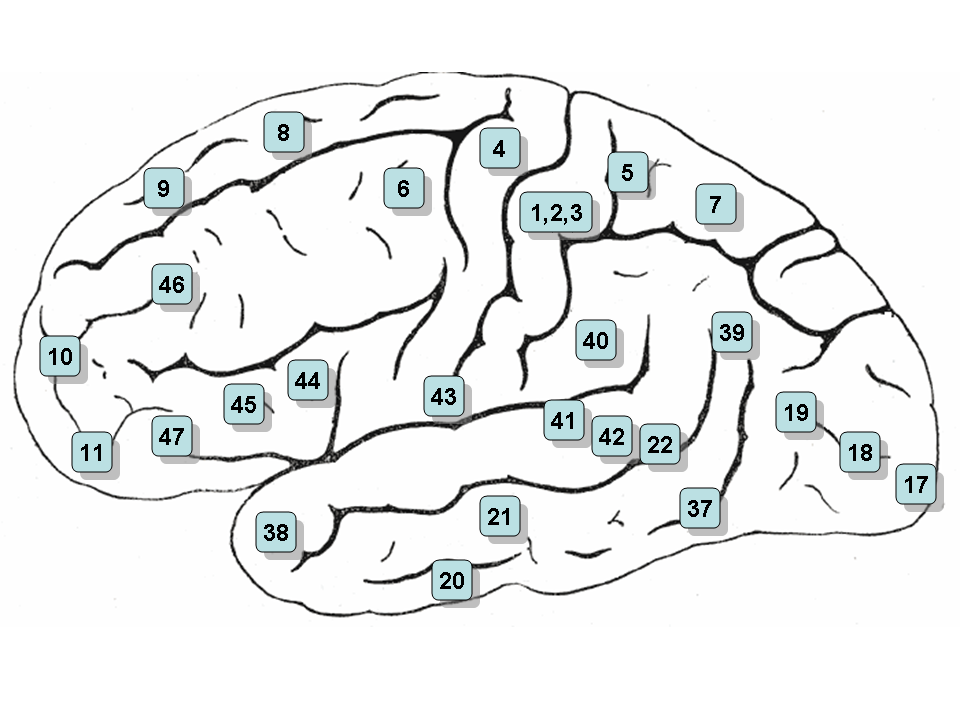
Superficie lateral del cerebro. Aparecen numeradas las áreas de Brodmann.

El área de Wernicke se encuentra localizada en la sección posterior del giro temporal superior, habitualmente en el hemisferio izquierdo (dominante, en el 97% de las personas). Algunas neuronas se extienden hasta la sección posterior del surco lateral, en el lóbulo parietal. De acuerdo con las áreas de Brodmann, el área de Wernicke está ubicada en el área 22.
Considerando su posición, el área de Wernicke está localizada relativamente entre la corteza auditiva y la corteza visual. La corteza auditiva se encuentra en el giro temporal transversal (áreas de Brodmann 41 y 42), mientras que la corteza visual se encuentra en la sección posterior del lóbulo occipital (áreas de Brodmann 17, 18 y 19).
Mientras que el hemisferio dominante se encarga principalmente de la comprensión del lenguaje, estudios recientes han demostrado que el área homóloga del hemisferio no dominante también participa en la comprensión, aunque se concentra más en palabras que tengan significado ambiguo.
El área de Wernicke fue identificada por Carl Wernicke en el año 1874. En pocas palabras, su función principal es la comprensión del lenguaje y otorga la capacidad de comunicar ideas coherentes.

## Área de Broca
El área de Broca se encuentra formada por el par triangularis y el par operocularis del giro frontal inferior (áreas de Brodmann 44 y 45). Se encuentra siempre en el mismo hemisferio que el área de Wernicke, es decir, el hemisferio izquierdo en la gran mayoría de las personas.
La función principal del área de Broca es la producción del habla. Dada su proximidad con la corteza motora, las neuronas ubicadas en el área de Broca mandan señales a la corteza motora de: laringe, lengua y labios. Estas a su vez redirigen las señales a los respectivos músculos, facilitando así la creación de diferentes sonidos.
Un estudio reciente indica que el área de Brodmann 44 se encarga de la fluidez fonológica, mientras que el área de Brodmann 45 se encarga de la fluidez semántica.

## Fascículo arqueado

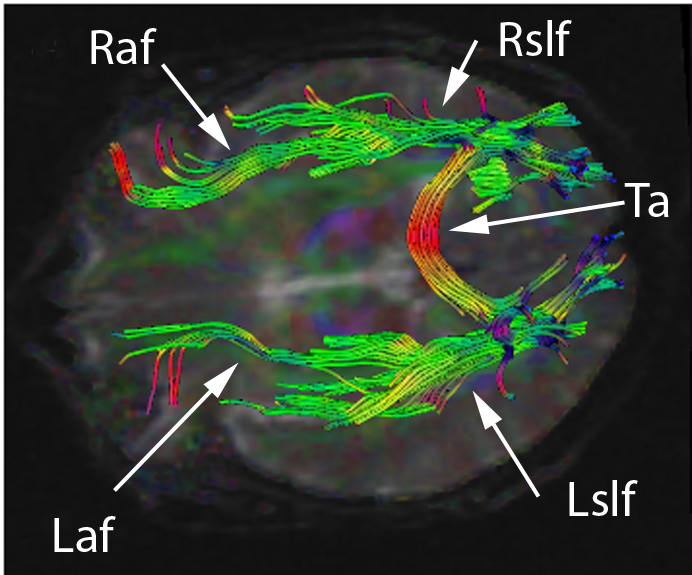
Imagen del cerebro mostrando el fascículo arqueado izquierdo y derecho. También se muestran los fascículos superiores longitudinales (izquierdo y derecho) y el cuerpo calloso. Imagen proporcionada por Aaron G. Filler, MD, PhD.

El fascículo arqueado consiste en un haz de neuronas, el cual se cree que conecta la parte posterior de la unión temporal-parietal con el lóbulo frontal del cerebro. En otras palabras, se cree que conecta el área de Wernicke con el área de Broca, convirtiéndose así en una importante área de asociación.
Sin embargo, nuevas investigaciones parecen demostrar que el fascículo arqueado conecta áreas receptivas posteriores con áreas motoras, y no con el área de Broca en particular. Debido a que algunas neuronas del fascículo arqueado se extienden en el lóbulo parietal, se cree que pueden jugar un papel mucho más importante en la atención.

## Corteza cerebral y fluidez verbal
Estudios recientes demuestran que el incremento de la fluidez verbal es proporcional al grosor de la corteza cerebral. En otras palabras, mejores desempeños en pruebas de fluidez verbal son logradas por personas que demuestran un grosor mayor en la corteza. Esto es mucho más evidente en regiones del hemisferio izquierdo, donde se localizan el área de Wernicke y el área de Broca. Adicionalmente, otras áreas relacionadas con tareas que requieren atención también son afectadas por el grosor de la corteza.
Una teoría es el efecto que tiene la retracción de neuronas una vez que no son usadas. Es por eso que esta retracción generalmente se lleva a cabo a edades tempranas, especialmente en el caso de habilidades relacionadas al lenguaje. El beneficio funcional: un sistema neurológico en el cual no existe interferencia entre neuronas, cosa que podría suceder si existieran muchas de ellas las cuales no son utilizadas.
La correlación más grande entre fluidez verbal y grosor de la corteza fue encontrada en el lóbulo temporal. Relaciones significativas fueron encontradas en la corteza auditiva, la corteza somatosensorial relacionada con los órganos responsables del lenguaje (lengua, labios y boca), y las regiones frontales y parietales relacionadas con la atención a tareas y monitoreo de acciones.

## Lenguaje hablado

### Percepción del habla
Estímulos acústicos son recibidos por el órgano auditivo y convertidos en señales bioeléctricas por el órgano de Corti. Estos impulsos eléctricos son transportados por medio del nervio vestibulococlear a la corteza auditiva primaria en ambos hemisferios. Generalmente, el hemisferio izquierdo procesa y reconoce las diferentes partes como fonemas, mientras que el lado derecho se encarga de las características del tono así como cualquier información melódica.
A la señal transportada al área de Wernicke se le une la señal proveniente del hemisferio no dominante, y se lleva a cabo la comprensión del lenguaje.
Durante el proceso de comprensión, las áreas activadas se enfocan al área de Wernicke y sus alrededores. Mientras que la sección posterior del giro temporal superior se encarga de aspectos acústicos del habla, áreas más ventrales como el giro temporal medio juegan un papel en la conexión entre el fonema y el conocimiento semántico.
Además, el giro temporal medio muestra activación durante la asociación semántica en actividades como nombramiento de imágenes.

### Producción del habla
Del área de Wernicke, la señal es llevada al área de Broca a través del fascículo arqueado. La activación de esta área inicia previo a la respuesta verbal en las cortezas que rodean a la cisura de Rolando, los giros pre y poscentrales. Estas áreas se consideran partes del área de Broca. La porción superior de la corteza premotora también exhibe respuestas auditivas cuando se recibe estímulos auditivos.
Se ha encontrado activación del área de Wernicke en la producción de habla, aunque se considera que juega un papel de retroalimentación y monitoreo.

## Afasia
Los trastornos del lenguaje que se asocian a fallas en la actividad cerebral son llamados afasias. Dependiendo del lugar en donde sucedió el daño, las afasias pueden presentar diferencias.
Es importante notar que los desórdenes congénitos pueden afectar todas las funciones cognitivas, y por lo tanto, producir afasia.
- Afasia de Broca: Conocida también como afasia no fluida, este desorden de lenguaje se presenta cuando el daño ocurre en o cerca del área de Broca. Personas con este desorden muestran dificultad en producir habla, a pesar de que la mayoría de sus funciones cognitivas se mantienen prácticamente intactas. A pesar de la incapacidad de producir lenguaje, son capaces de entenderlo y son conscientes de su problema.[9]

- Afasia de Wernicke: Individuos con afasia de Wernicke son capaces de producir habla fluida. Sin embargo, la mayoría de las frases que producen carecen de coherencia. A la vez, les cuesta trabajo entender lo que otras personas quieren comunicar. Como es el caso de la afasia de Broca, la afasia de Wernicke se da cuando el daño es en la unión de los lóbulos temporal y parietal.[10]

- Afasia de conducción: Los individuos demuestran dificultad para repetir palabras. Este desorden es poco común y sucede cuando ramas del fascículo arqueado son dañadas. La percepción auditiva permanece intacta, y aún son capaces de producir lenguaje coherente. Sin embargo, producen algunos errores, y se les dificulta corregirlos.[11]